# Helle Lundsgaard
Helle Lundsgaard (født 1962) er en dansk erhvervskvinde, kommunikationsrådgiver, livsstilsekspert, forfatter og foredragsholder. 
Helle har en HD i afsætningsøkonomi fra Syddansk Universitet (1999) og er uddannet Strategic Planner fra Den Danske Reklameskole. Siden 1981 har hun arbejdet i reklamebranchen på både kunde-, bureau- og medieside. Bl.a. som ansvarshavende redaktør for den daglige nyhedsavis i Irma, reklamechef hos Udgiverselskabet Dagbladet A/S, senior tekstforfatter hos Action, kreativ chef hos Klausen & Partners og strategic planner hos Resenbro + Partners A/S. 
Efter mere end 20 års ansættelser i reklamebranchen og senest som CEO for Holst Reklamebureau A/S, etablerede Helle Lundsgaard i 2003 eget bureau i Ringsted; kommunikationsbureauet Drømmefabrikken med speciale inden for bygge og anlæg, bolig, have og livsstil. 
Helle Lundsgaard fungerer også som livsstilsekspert, og kan findes i Kvinfos ekspertdatabase. 
Ydermere er hun beskikket censor på Danmarks Medie- og Journalisthøjskole. Derudover er hun bestyrelsesmedlem hos Flora Deco A/S og hos Twine & Rope A/S, hun er bestyrelsessuppleant hos Sjællandske Medier og partner i bestyrelsesnetværket ASNET. Helle er tillige repræsentantskabsmedlem i Realdania, Huset Markedsføring og energiselskabet Seas/NVE.
I 2012 debuterede Helle Lundsgaard som forfatter med iværksætterhåndbogen "Virksomhed i boligen" udgivet af Bolius, Boligejernes Videnscenter.